# Јурејнија (Луизијана)
Јурејнија (енгл. Urania) град је у америчкој савезној држави Луизијана.

## Демографија
По попису из 2010. године број становника је 1.313, што је 613 (87,6%) становника више него 2000. године.
| Група             | 2000.       | 2010.       |
| Белци             | 662 (94,6%) | 887 (67,6%) |
| Афроамериканци    | 5 (0,7%)    | 401 (30,5%) |
| Азијати           | 0 (0,0%)    | 1 (0,1%)    |
| Хиспаноамериканци | 15 (2,1%)   | 19 (1,4%)   |
| Укупно            | 700         | 1.313       |